# Andreas Bourani
Andreas Bourani (Augusta, 2 novembre 1983) è un cantante tedesco.

## Biografia
Nato in Lussemburgo, venne adottato da una famiglia tedesca di Augusta, in Baviera. Da giovane frequentò la scuola di musica privata Downtown Music Institute. Nel 2010 firma un contratto con la Universal Music.
Nel 2010 esce il suo album di debutto Staub & Fantasie che raggiunge il 23º posto nella Offizielle Deutsche Charts, il singolo Nur in meinem Kopf, estratto da quest'album, raggiunge la top 20 nelle hitparade di Austria, Germania e Svizzera.
Nel 2013 Bourani viene nominato per il Grammy GEMA tedesco nella categoria del miglior testo pop. Nel maggio del 2014 pubblica il suo secondo album in studio Hey, da cui viene estratto il singolo Auf uns che raggiunge la cima delle classifiche in Germania e in Austria.

## Discografia

### Album in studio
- 2011 – Staub & Fantasie
- 2014 – Hey

### Singoli
- Nur in meinem Kopf (2011)
- Eisberg (2011)
- Wunder (2012)
- Auf uns (2014)
- Auf anderen wegen (2014)
- Ultraleicht (2015)
- Hey (2015)